# Cành cọ Vàng
Cành cọ Vàng (tiếng Pháp: Palme d'Or; phát âm tiếng Pháp: [palm(ə) dɔʁ]; tiếng Anh: Golden Palm) là giải thưởng cao nhất tại liên hoan phim Cannes. Giải được ban tổ chức liên hoan phim giới thiệu vào năm 1955. Trong quá khứ từ năm 1939 đến 1954, danh hiệu cao nhất tại sự kiện là Grand Prix du Festival International du Film. Năm 1964, Cành cọ vàng một lần nữa bị thay thế bởi Grand Prix, nhưng đến năm 1975 thì lại được tái giới thiệu. Cành cọ vàng được đông đảo tín đồ điện ảnh coi là một trong những giải thưởng uy tín nhất trong ngành công nghiệp điện ảnh.

## Danh sách thắng cử
| Năm  | Phim                                                                                | Đạo diễn                            | Nước                |
| ---- | ----------------------------------------------------------------------------------- | ----------------------------------- | ------------------- |
| 1946 | ex æquo L'Épreuve còn có tên Tourments                                              | Alf Sjöberg                         | Thụy Điển           |
|      | ex æquo Le Poison                                                                   | Billy Wilder                        | Mỹ                  |
|      | ex æquo La terre sera rouge                                                         | Bodil Ipsen & Lau Lauritzen Jr      | Đan Mạch            |
|      | ex æquo La Ville basse                                                              | Chetan Anand                        | Ấn Độ               |
|      | ex æquo Brève rencontre                                                             | David Lean                          | Anh                 |
|      | ex æquo Maria Candelaria                                                            | Emilio Fernández                    | México              |
|      | ex æquo Le Tournant décisif                                                         | Fridrikh Ermler                     | Liên Xô             |
|      | ex æquo La Symphonie pastorale                                                      | Jean Delannoy                       | Pháp                |
|      | ex æquo La Dernière Chance                                                          | Leopold Lintberg                    | Thụy Sĩ             |
|      | ex æquo Les Hommes sans ailes                                                       | Frantisek Cáp                       | Tiệp Khắc           |
|      | ex æquo Rome, ville ouverte                                                         | Roberto Rossellini                  | Ý                   |
| 1947 | Không trao giải                                                                     |                                     |                     |
| 1948 | Không tổ chức liên hoan phim                                                        |                                     |                     |
| 1949 | Le Troisième Homme                                                                  | Carol Reed                          | Anh                 |
| 1950 | Không tổ chức liên hoan phim                                                        |                                     |                     |
| 1951 | ex æquo Mademoiselle Julie                                                          | Alf Sjöberg                         | Thụy Điển           |
|      | ex æquo Miracle à Milan                                                             | Vittorio De Sica                    | Ý                   |
| 1952 | ex æquo Othello                                                                     | Orson Welles                        | Mỹ                  |
|      | ex æquo Deux sous d'espoir                                                          | Renato Castellani                   | Ý                   |
| 1953 | Le Salaire de la peur                                                               | Henri-Georges Clouzot               | Pháp                |
| 1954 | La Porte de l'enfer                                                                 | Teinosuke Kinugasa                  | Nhật                |
| 1955 | Marty                                                                               | Delbert Mann                        | Mỹ                  |
| 1956 | Le Monde du silence                                                                 | Jacques-Yves Cousteau & Louis Malle | Pháp                |
| 1957 | La Loi du Seigneur                                                                  | William Wyler                       | Mỹ                  |
| 1958 | Quand passent les cigognes                                                          | Mikhaïl Kalatozov                   | Liên Xô             |
| 1959 | Orfeu Negro                                                                         | Marcel Camus                        | Pháp                |
| 1960 | La Dolce Vita                                                                       | Federico Fellini                    | Ý                   |
| 1961 | ex æquo Une aussi longue absence                                                    | Henri Colpi                         | Pháp                |
|      | ex æquo Viridiana                                                                   | Luis Buñuel                         | Tây Ban Nha         |
| 1962 | La Parole donnée                                                                    | Anselmo Duarte                      | Brasil              |
| 1963 | Le Guépard                                                                          | Luchino Visconti                    | Ý                   |
| 1964 | Les Parapluies de Cherbourg                                                         | Jacques Demy                        | Pháp                |
| 1965 | Le Knack... et comment l'avoir                                                      | Richard Lester                      | Anh                 |
| 1966 | ex æquo Un homme et une femme                                                       | Claude Lelouch                      | Pháp                |
|      | ex æquo Ces messieurs dames                                                         | Pietro Germi                        | Ý                   |
| 1967 | Blow-Up                                                                             | Michelangelo Antonioni              | Ý                   |
| 1968 | không tổ chức vì sự kiện tháng 5 năm 1968                                           |                                     |                     |
| 1969 | If...                                                                               | Lindsay Anderson                    | Anh                 |
| 1970 | M.A.S.H.                                                                            | Robert Altman                       | Mỹ                  |
| 1971 | Le Messager                                                                         | Joseph Losey                        | Anh                 |
| 1972 | ex æquo La classe ouvrière va au paradis                                            | Elio Petri                          | Ý                   |
|      | ex æquo L'Affaire Mattei                                                            | Francesco Rosi                      | Ý                   |
| 1973 | ex æquo La Méprise                                                                  | Alan Bridges                        | Anh                 |
|      | ex æquo L'Épouvantail                                                               | Jerry Schatzberg                    | Mỹ                  |
| 1974 | Conversation secrète                                                                | Francis Ford Coppola                | Mỹ                  |
| 1975 | Chronique des années de braise                                                      | Mohammed Lakhdar-Hamina             | Algérie             |
| 1976 | Taxi driver                                                                         | Martin Scorsese                     | Mỹ                  |
| 1977 | Padre padrone                                                                       | Paolo Taviani & Vittorio Taviani    | Ý                   |
| 1978 | L'Arbre aux sabots                                                                  | Ermanno Olmi                        | Ý                   |
| 1979 | ex aequo Apocalypse Now                                                             | Francis Ford Coppola                | Mỹ                  |
|      | ex aequo Le Tambour                                                                 | Volker Schlöndorff                  |                     |
| 1980 | ex æquo Que le spectacle commence                                                   | Bob Fosse                           | Mỹ                  |
|      | ex æquo Kagemusha, l'ombre du guerrier                                              | Akira Kurosawa                      | Nhật                |
| 1981 | L'Homme de fer                                                                      | Andrzej Wajda                       | Ba Lan              |
| 1982 | ex æquo Porté disparu                                                               | Costa-Gavras                        | Mỹ                  |
|      | ex æquo Yol, la permission                                                          | Yilmaz Güney                        | Thổ Nhĩ Kỳ          |
| 1983 | La Ballade de Narayama                                                              | Imamura Shohei                      | Nhật                |
| 1984 | Paris, Texas                                                                        | Wim Wenders                         |                     |
| 1985 | Papa est en voyage d'affaires                                                       | Emir Kusturica                      | Yougoslavie         |
| 1986 | The Mission                                                                         | Roland Joffé                        | Anh                 |
| 1987 | Sous le soleil de Satan                                                             | Maurice Pialat                      | Pháp                |
| 1988 | Pelle le conquérant                                                                 | Bille August                        | Đan Mạch            |
| 1989 | Sexe, mensonges et vidéo                                                            | Steven Soderbergh                   | Mỹ                  |
| 1990 | Sailor et Lula                                                                      | David Lynch                         | Mỹ                  |
| 1991 | Barton Fink                                                                         | Joel & Ethan Coen                   | Mỹ                  |
| 1992 | Les Meilleures Intentions                                                           | Bille August                        | Đan Mạch            |
| 1993 | ex æquo Adieu ma concubine                                                          | Trần Khải Ca                        | Trung Quốc          |
|      | ex æquo La Leçon de piano                                                           | Jane Campion                        | New Zealand         |
| 1994 | Pulp Fiction                                                                        | Quentin Tarantino                   | Mỹ                  |
| 1995 | Underground                                                                         | Emir Kusturica                      | Bản mẫu:Yougoslavie |
| 1996 | Secrets et mensonges                                                                | Mike Leigh                          | Anh                 |
| 1997 | ex æquo Le Goût de la cerise                                                        | Abbas Kiarostami                    | Iran                |
|      | ex æquo L'Anguille                                                                  | Imamura Shohei                      | Nhật                |
| 1998 | L'Éternité et un jour                                                               | Theo Angelopoulos                   | Hy Lạp              |
| 1999 | Rosetta                                                                             | Luc & Jean-Pierre Dardenne          | Bỉ                  |
| 2000 | Dancer in the Dark                                                                  | Lars von Trier                      | Đan Mạch            |
| 2001 | La Chambre du fils                                                                  | Nanni Moretti                       | Ý                   |
| 2002 | Nghệ sĩ dương cầm                                                                   | Roman Polanski                      | Pháp                |
| 2003 | Elephant                                                                            | Gus Van Sant                        | Mỹ                  |
| 2004 | Fahrenheit 9/11                                                                     | Michael Moore                       | Mỹ                  |
| 2005 | L'Enfant                                                                            | Luc & Jean-Pierre Dardenne          | Bỉ                  |
| 2006 | The Wind That Shakes the Barley [unanimously]                                       | Ken Loach                           | Ireland             |
| 2007 | 4 Months, 3 Weeks and 2 Days (4 luni, 3 săptămâni şi 2 zile)                        | Cristian Mungiu                     | * România           |
| 2008 | The Class (Entre les murs) [unanimously]                                            | Laurent Cantet                      | Pháp                |
| 2009 | The White Ribbon (Das weiße Band, Eine deutsche Kindergeschichte)                   | Michael Haneke                      | Áo                  |
| 2010 | Lung Bunmi Raluek Chat (ลุงบุญมีระลึกชาติ / Uncle Boonmee Who Can Recall His Past Lives) | Apichatpong Weerasethakul           | * Thái Lan          |
| 2011 | The Tree of Life                                                                    | Terrence Malick                     | Hoa Kỳ              |
| 2012 | Love (Amour)                                                                        | Michael Haneke                      | Pháp Áo             |
| 2013 | La vie d'Adèle                                                                      | Abdellatif Kechiche                 | Pháp                |
| 2014 | Winter Sleep                                                                        | Nuri Bilge Ceylan                   | Thổ Nhĩ Kỳ          |
| 2015 | Dheepan                                                                             | Jacques Audiard                     | Pháp                |
| 2016 | I, Daniel Blake                                                                     | Ken Loach                           | Vương quốc Anh      |
| 2017 | The Square                                                                          | Ruben Östlund                       | Thụy Điển           |
| 2018 | Kẻ trộm siêu thị                                                                    | Hirokazu Kore-eda                   | Nhật Bản            |
| 2019 | Parasite                                                                            | Bong Joon-ho                        | Hàn Quốc            |